# Nepenthes mirabilis

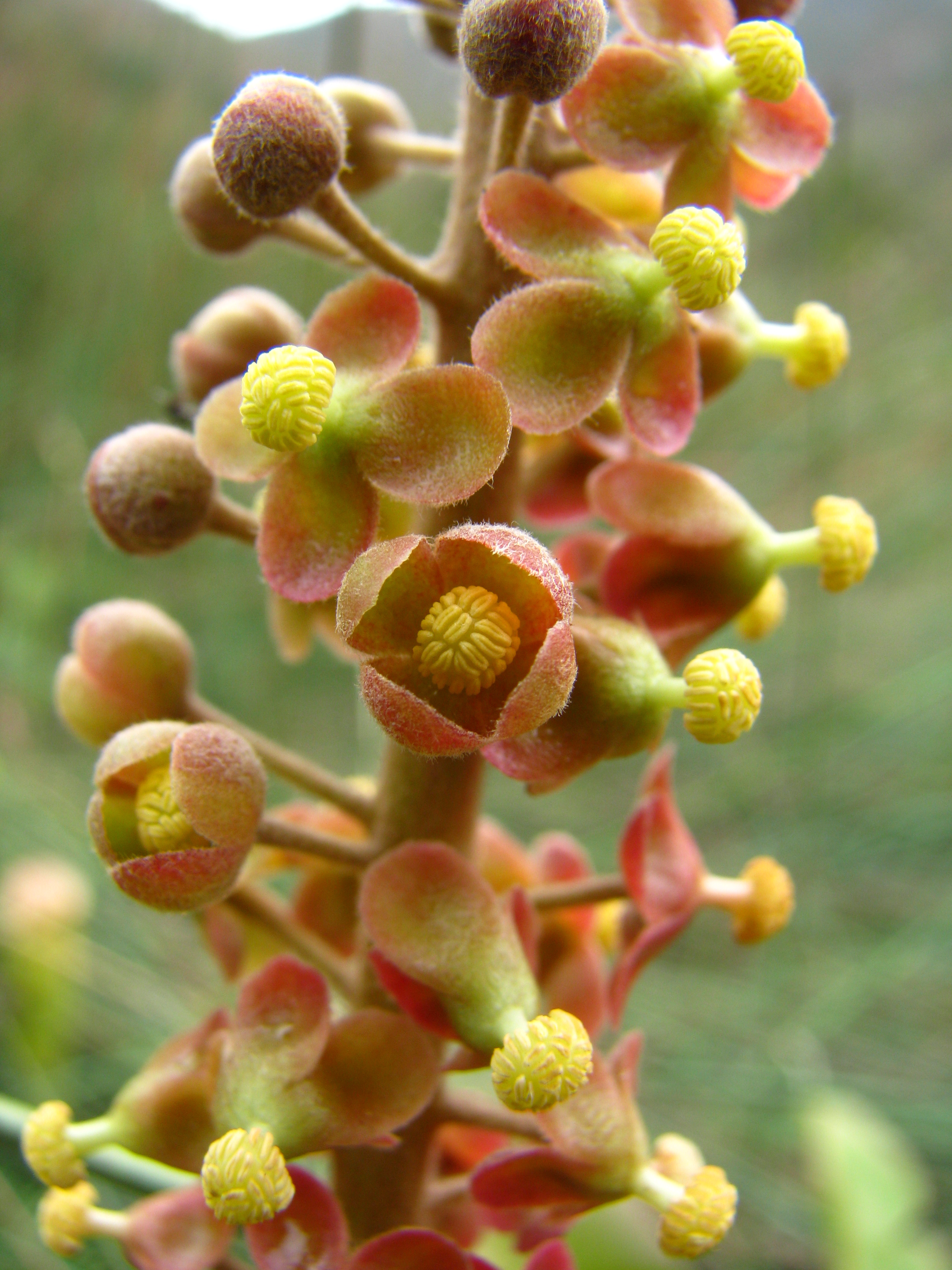
Blüte von Nepenthes mirabilis

Nepenthes mirabilis ist eine Kannenpflanzenart aus der Familie der Kannenpflanzengewächse (Nepenthaceae). Sie ist die am weitesten verbreitete aller Kannenpflanzenarten.

## Beschreibung

### Habitus
Nepenthes mirabilis ist ein mehrjähriger Halbstrauch. Sie klettert in dichterer Vegetation bis zu zehn Meter hoch, in freiem Gelände bleibt sie ein kurzer Strauch mit einer Höhe von bis zu zwei Metern. Der Stamm hat einen Durchmesser von bis zu zehn Millimetern. Junge Pflanzen sind mit kurzen, weißen Haaren bewachsen, ausgewachsene Pflanzen sind jedoch haarlos. Bei alten Pflanzen stehen die Blätter an der Basis gelegentlich in einer Rosette.

### Blätter
Die Blätter an bodenständigen Rosetten sind ungestielt, lederig, lanzettlich und bis zu zehn Zentimeter lang. Vom Ansatz der Mittelrippe aus entspringen auf jeder Seite vier bis fünf parallel laufende Seitenrippen.
Die höherstehenden Blätter werden in Abständen von zwei bis zehn Zentimetern entlang der Sprossachse gebildet. Sie sind gestielt, der Blattstiel hat eine Länge von 15 bis 25 Zentimetern, die (scheinbaren, tatsächlich aber einen umgebildeten Blattgrund darstellenden) Blattspreiten selbst sind zwischen zwanzig und vierzig Zentimeter lang, drei bis acht Zentimeter breit, weniger stark lederig als die Blätter der Rosette und umgekehrt-eiförmig bis breit-linealisch lanzettlich. Vom Ansatz der Mittelrippe aus entspringen auf jeder Seite fünf bis acht parallel laufende Seitenrippen. 
Am Ende der „Blattspreite“ geht die Mittelrippe über in eine Ranke, die so lang wie die „Blattspreite“ selbst sein kann und, wenn sie kannentragend ist, zumeist einmal eingedreht ist, bevor sie in den Grund der Kanne mündet. 

### Kannen
Die Kannen der beiden Blattformen differieren geringfügig, die der bodenständigen Rosetten sind bis zu fünf Zentimeter groß, die untere Hälfte ist geneigt eiförmig, die obere dünner schlauchförmig.

## Verbreitung, Habitat
Nepenthes mirabilis findet sich von Südchina über Hong Kong, die Malaysische Halbinsel, Thailand, Myanmar, Kambodscha, Borneo, Sumatra, die Philippinen, Mikronesien, Neuguinea und Australien. Sie besiedelt meist offene, sumpfige Habitate mit sandigen Böden, gelegentlich aber auch in dichterer Vegetation. 

## Systematik
Die Art ist aufgrund ihrer weiten Verbreitung und ihrer ausgesprochenen Variabilität vielfach synonym beschrieben worden. Ihre Variabilität hat auch zur Beschreibung zahlreicher Untertaxa geführt, darunter die seltene, in Brunei endemische Nepenthes mirabilis var. echinostoma.
Nepenthes mirabilis ist eng verwandt mit Nepenthes rowanae, der einzigen Kannenpflanze, die in Australien endemisch ist.